# Palau Centelles
El Palau Centelles, conegut al segle xix com dels Ducs de Solferino, és un edifici situat a la Baixada de Sant Miquel i als carrers dels Gegants i del Pou Dolç de Barcelona, catalogat com a bé cultural d'interès local. L'edifici annex al carrer dels Gegants, 2 està catalogat com bé amb elements d'interès (categoria C). Actualment és la seu del Consell de Garanties Estatutàries de Catalunya i de l'Institut d'Estudis de l'Autogovern.

## Història
Com han demostrat els documents de compra per Gilabert de Centelles de diverses cases pertanyents a la parròquia de Sant Miquel, s'ha estimat que, com a mínim des de mitjan segle xiv, els Centelles, senyors del castell de Centelles, tenien casa a Barcelona. El 1497, Lluís de Centelles i de Clariana, baró de Centelles, es va casar amb Toda Carròs (†1547), filla del comte de Quirra (Sardenya) Jaume Carròs. Entre 1514 i 1517, adquirí a Nicolau Mercer i a Joan Buïgues dues cases a la cantonada del carreró del Pou Dolç amb la Baixada de Sant Miquel. Tot indica que la seva nova residència es bastí de bell nou des dels fonaments, amb un disseny unitari i proper a les novetats procedents d'Itàlia.
El seu fill Guillem Ramon de Centelles i de Carròs (†1565) heretà el títol de comte de Quirra i el 1542 es va casar amb Joana de Pinós i de Pau (†1556), filla del vescomte d'Illa i de Canet, i segons l'inventari post mortem, no vivia al palau. Fou succeït pel seu fill Lluís de Centelles-Carròs i de Pinós (†1586), que tampoc visqué al palau. Casat el 1572 amb Francisca de Alagón y Fernández de Heredia, filla del comte de Sástago, va morir a Sardenya sense fills i fou succeït pel seu cosí germà Joaquim de Centelles-Carròs i d'Oms (†1601), que el 1599 va rebre el títol de comte de Centelles de mans de Felip II.
Va morir sense fills barons, i tot seguint el vincle establert pel baró Lluís de Centelles i de Clariana, fou succeït per les seves cosines Joana (†1622) i Violant de Centelles-Carròs i de Pinós (†1622), amb qui havia peledejat per la successió del comtat de Quirra i la possessió del palau. En el seu testament nomenà hereu universal el seu renebot Joan de Malla-Centelles, net de la seva germanastra Anna, però deixà el comtat al seu renebot valencià Ramon de Blanes-Centelles-Carròs (1564-1651). Això va originar un litigi per la possessió del palau, aleshores llogat a Lucrècia Montcada i Gralla, marquesa vídua d'Ariza, que es va resoldre el 1628 a favor del primer.
El comte Ramon va viure a la seva casa de la plaça de Santa Anna, i fou succeït pel seu fill Joan de Blanes-Centelles-Carròs i de Tamarit (1601-1655), casat el 1644 amb Elisabet Desbach-Descatllar i d'Oms (†1627), que ja vídua, va fer algunes reformes al palau. El 1728, el seu fill Francesc Xavier de Blanes-Centelles-Carròs i Desbach (1656-1742) adquirí en emfiteusi un terraplè contigu al capítol de la Seu de Tarragona, on es construí un jardí elevat. En aquest mateix període, la gran sala del segle xvi va ser compartimentada i adquirí les dimensions i acabats actuals, amb el sostre enteixinat que el cobreix. També es construí un segon pis amb un nou forjat que subdividia l'alçada de l'antiga i molt alta planta noble, la qual cosa es fa evident a la galeria superior de finestres.
El seu fill Francesc Xavier de Blanes-Centelles-Carròs i de Pinós (†1780), que heretà els títols de comte de Centelles i senyor de Vilalba Sasserra, Cànoves i Samalús, va morir sense fills dels seus dos matrimonis i fou succeït pel seu renebot Luis Antonio Pignatelli d'Aragona i Gonzaga (1749-1801), duc de Solferino, marquès de Coscojuela i Mora, comte de Centelles i de Fuentes, i barò d'Alcarràs. L'edifici arribà al segle xix en molt mal estat a causa de l'abandonament i els efectes de l'ocupació napoleònica, i el 1815 l'arquitecte Francesc Mestres obrí una porta sota el pati elevat i convertí els finestrals de la planta noble en balcons. A partir del 1847, i a instàncies de la duquesa María de la Concepción Pignatelli d'Aragona y Belloni (1824-1858), el palau acollí la seu de la Societat Filharmònica de Barcelona, seguint un projecte de reforma realitzat per Josep Oriol Mestres i Esplugas. Amb aquesta finalitat es construí una gran sala de concerts al pis principal, convertint la sala en foyer.
El 1863, a la mort del seu marit Benet de Llança i Esquivel (1821-1863), el seu germà Rafael, tutor de l'hereu Manuel Maria de Llança i Pignatelli d'Aragona (1858-1927), menor d'edat, contractà el mestre d'obres Felip Ubach i Corbella per a obrir tres portals a la planta baixa de la façana del carrer dels Gegants i substituir el jardí elevat per un edifici d'habitatges de quatre pisos afrontat al mateix carrer. També es va construir un edifici de planta baixa i un pis a l'extrem del carreró del Pou Dolç. El 1871, i a instàncies del mateix Rafael de Llança, el mestre d'obres Josep Pellicer hi va realitzar un seguit d'intervencions. A la planta baixa, es va substituir el mur de càrrega que dividia la crugia est per columnes i bigues de ferro; la planta noble es va ampliar cap a la banda meridional a costa del pati, que es cobrí amb una claraboia, i es creà un nou saló. També es refeu tota la teulada, dotant les façanes de l'actual cornisa a base d'arquets cecs.
Manuel de Llança fou succeït pel seu fill Lluís Gonzaga de Llança i Bobadilla (1884-1971), que visqué al palau entre 1930 i 1936, quan aquest fou confiscat per la Generalitat republicana per tal d'instal·lar-hi una escola, i s'exilià a Sant Sebastià. El seu fill Carles de Llança i Albert (1914-1944) residia a Jerez de la Frontera, on el 1938 es va casar amb l'andalusa Petra Domecq y de la Riva. Entre 1939 i 1940, després de la Guerra Civil espanyola, va encarregar algunes obres al palau a l'arquitecte Isidre Puig i Boada, que va renovar l'enteixinat de l'escala i les instal·lacions d'aigua, llum i gas. Fou succeït pel seu fill Carlos Luis de Llanza y Domecq, duc de Solferino i Monteleone, que el 1981 vengué el palau a la Caixa. El 1982, aquesta el va llogar a la Generalitat de Catalunya, per a acollir el Consell Consultiu de la Generalitat i l'Institut d'Estudis Autonòmics, fins que el novembre del 1987 l'adquirí en propietat.
Les darreres intervencions al palau, en un procés llarg i intermitent entre 1982 i 2001, anaren a càrrec dels arquitectes Carles Solsona i Piña, Anna Soleri Sallent i Sílvia Farriol i Gil.

### Arqueologia
L'any 2000 s'hi va dur a terme una intervenció arqueològica, consistent en una única cala al subsòl de l'antiga cotxera, on actualment hi ha una biblioteca, on es va posar al descobert part d'una habitació d'una domus de l'insula delimitada pels actuals carrers de la Baixada de Sant Miquel i dels Gegants. A partir del material ceràmic recuperat es van poder datar les restes al voltant dels segles i – ii dC. La part millor conservada estava definida per dos murs d'opus caementicium. La resta de l'habitació es trobava malmesa per la construcció, en època medieval, d'un pou. No obstant això, per damunt de les restes baiximperials, es van documentar estrats amb abundants restes ceràmiques (sobretot àmfores) amb una datació del segle v dC. Els estrats romans eren coberts i tallats per estructures datades al segle xvi, possiblement relacionades amb la construcció del palau.

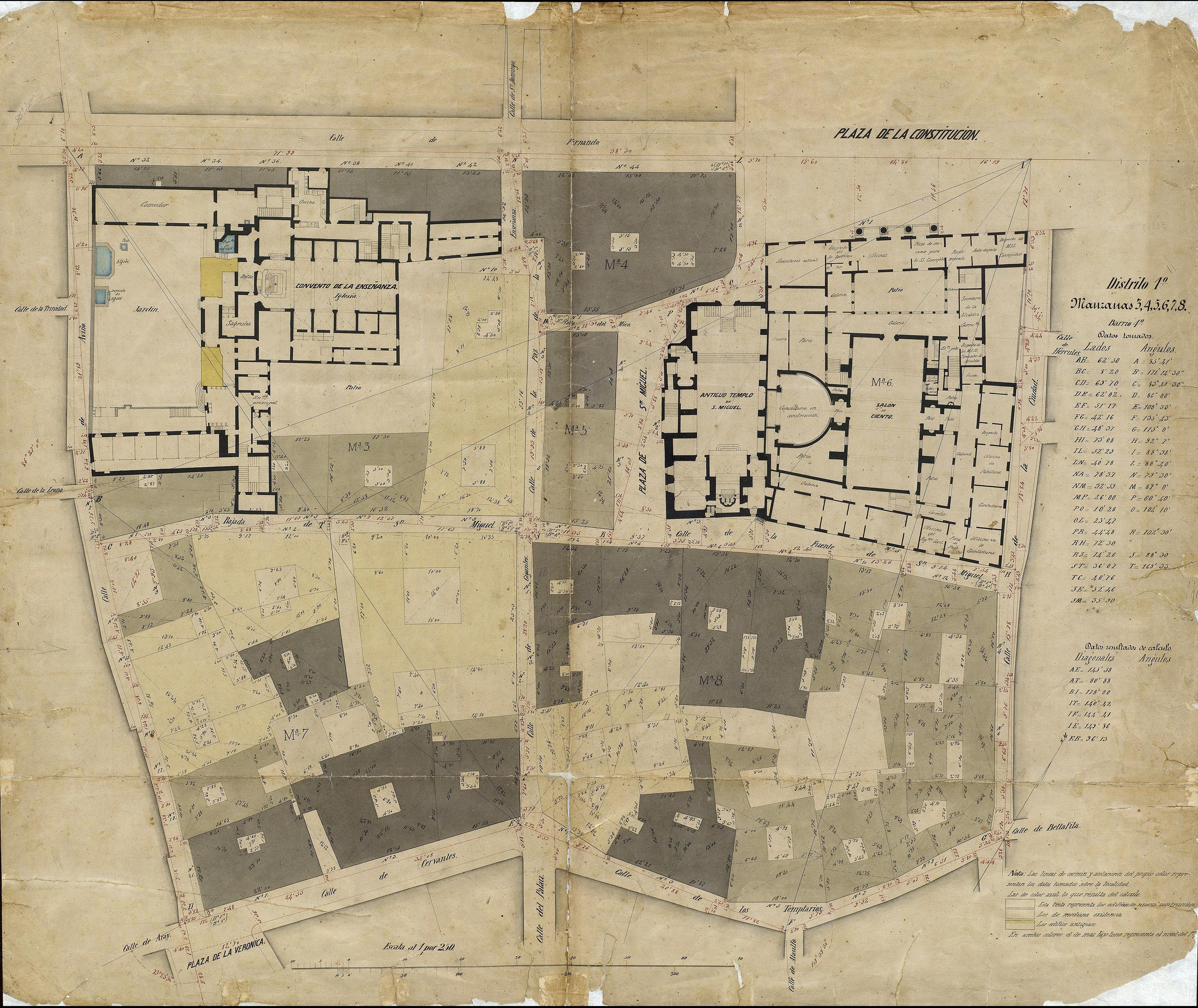
Quarteró núm. 8 de Garriga i Roca (c. 1860)

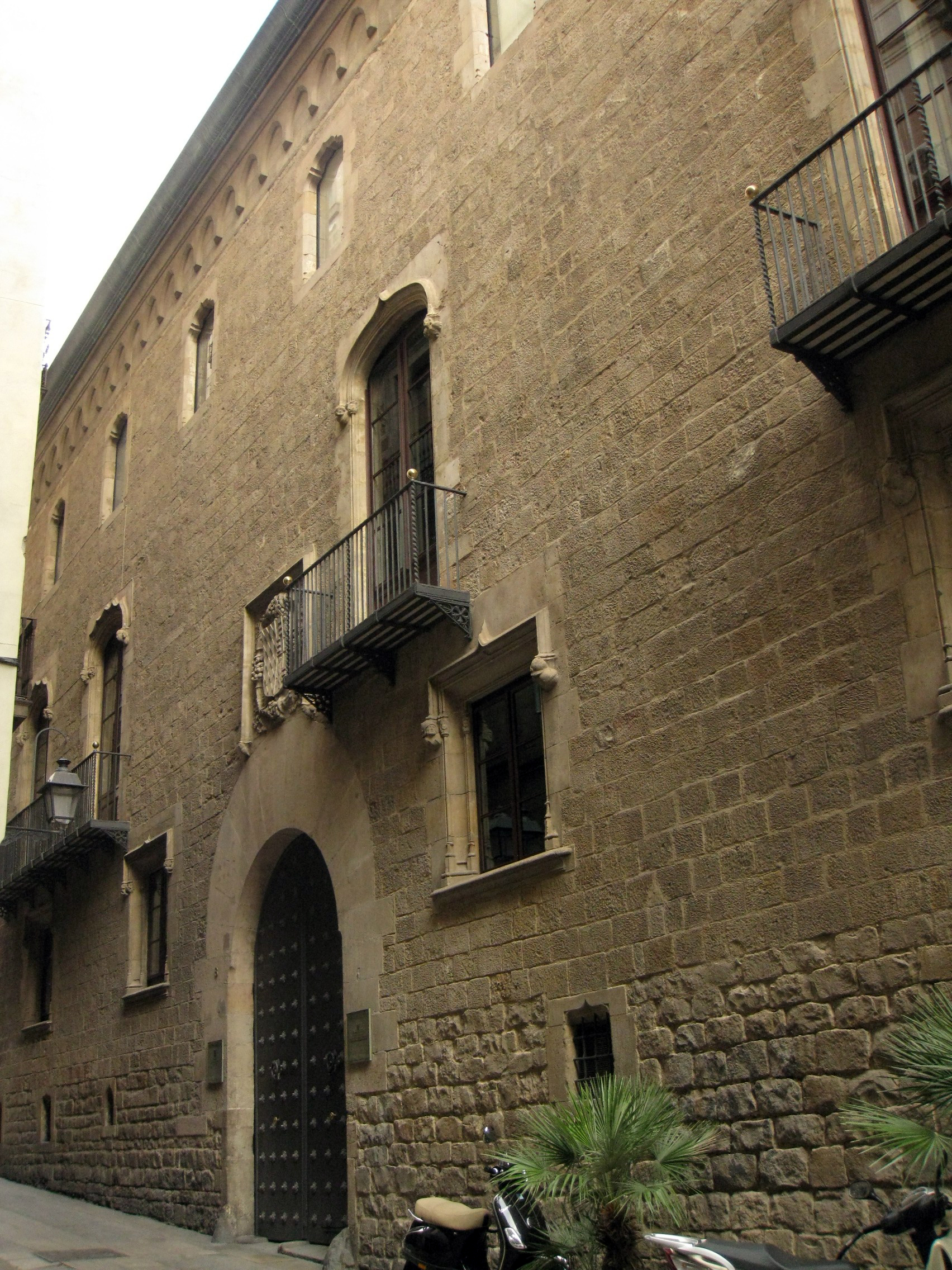
Façana principal a la baixada de Sant Miquel

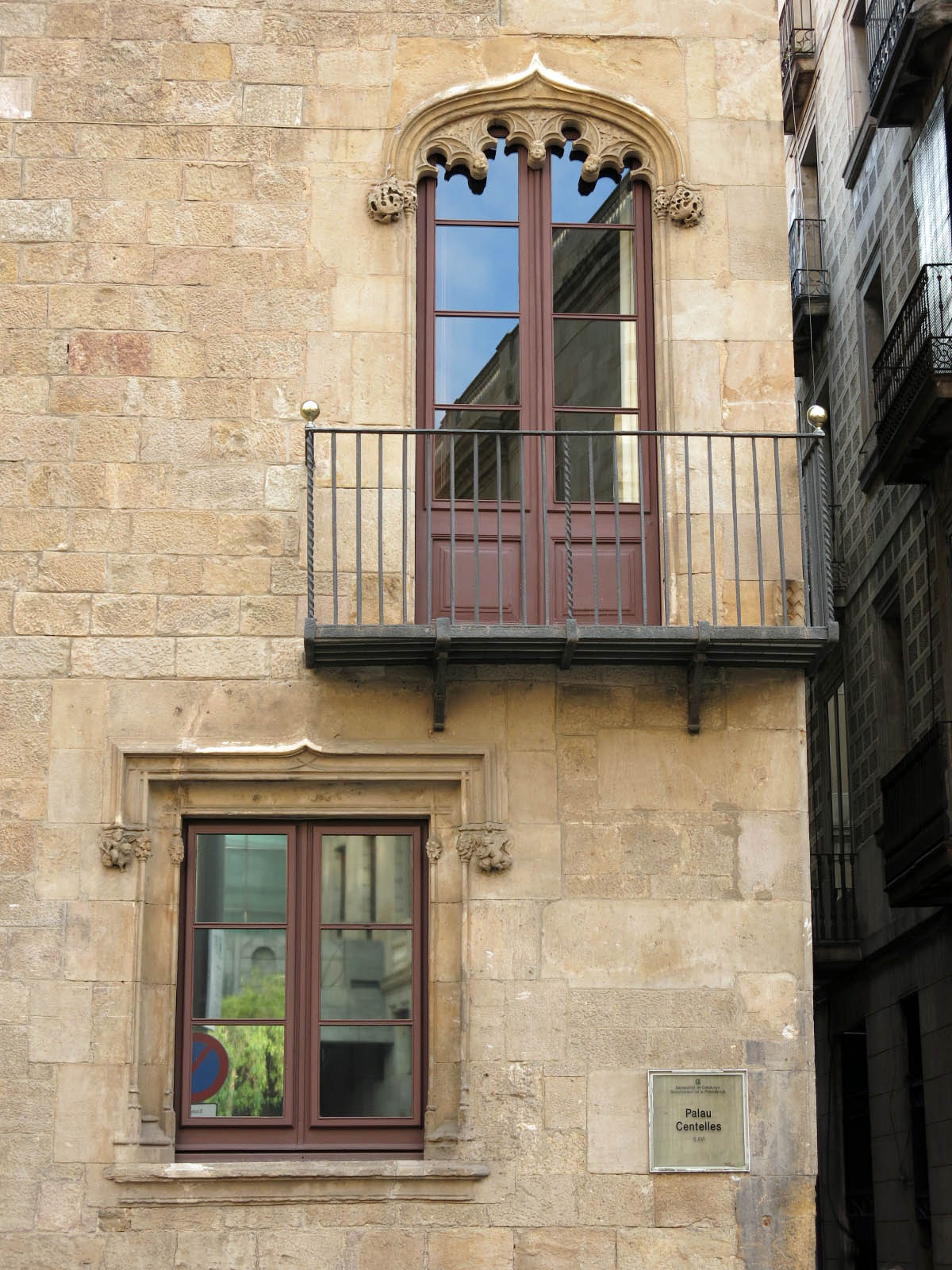
Balcó i finestra de la façana de la plaça de Sant Miquel

## Descripció
Comprèn semisoterrani, planta baixa, entresòl, dos pisos i teulada de vessants. L'accés principal dona pas a una zona de vestíbul i a un pati central quadrangular d'àmplies dimensions en el qual sorgeixen dues escales nobles cobertes: una, d'un sol tram d'accés a l'entresòl; i l'altra, de dos trams amb replà, a la planta principal o primera.
Es tracta d'un edifici de planta regular amb tres façanes que cerquen, també, la regularitat en els seus alçats exteriors, totalment realitzats amb carreus de pedra de Montjuïc. A la façana afrontada a la Baixada de Sant Miquel es troba l'entrada principal, coronada per un arc de mig punt adovellat de grans dimensions, sobre la qual hi ha l'escut dels Centelles, emmarcat amb una orla renaixentista italianitzant i un guardapols gòtic. A banda i banda de la porta s'hi obren les petites finestres rectangulars dels graners i cellers ubicats al semisoterrani. Per damunt d'aquestes, s'obren les finestres de l'entresòl, amb brancals i llindes amb emmarcaments gòtics coronats per una xambrana sobre permòdols figuratius. La planta noble és aparent en façana a través dels amplis balcons en volada a base de perfils metàl·lics que sostenen una solera que donen sortida a llurs portes, coronades per un arc escarser amb xambrana conopial i, en alguns casos, amb traceries polilobulars.
El segon pis o golfes presenta ben ritmades llurs finestres quadrangulars coronades per llindes de perfil mixtilini. Remata el conjunt una cornisa a base d'arquets cecs de perfil ogival que sosté un aparatós ràfec de zenc. Aquest esquema es repeteix a les tres façanes. Els elements petris de l'edifici es caracteritzen per la hibridació dels components de la tradició tardogòtica local amb d'altres inspirats en els nous repertoris decoratius del Renaixement.
El pati central, de planta quadrangular, té el seu accés per mitjà d'un vestíbul proveït, a banda i banda, de dues porteries. D'aquí s'arriba pròpiament al pati, que proporciona ventilació i il·luminació a les estances desenvolupades al seu voltant per mitjà de simples finestres conopials i coronelles. Les dues escales apareixen incorporades a les crugies que envolten el pati, al que s'obren per mitjà d'esvelts arcs apuntats sobre columnes de secció polilobulada. En ser l'espai principal de representació, el pati presenta major riquesa ornamental, especialment en forma d'escultura aplicada a les obertures. D'entre aquestes cal destacar les portes de l'estudi i d'accés a la planta noble, que tot i que beuen de la tradició gòtica, palesen una incipient assimilació del vocabulari renaixentista a través de la incorporació d'elements de gust clàssic. Els escuts que coronen dites portes han estat atribuïts a l'imaginaire francès René Ducloux i són, en definitiva, els elements més clarament «renaixentistes» i de major qualitat dins l'edifici.
La planta noble conté les estances principals del palau, configurades a partir de les reformes barroques i posteriors campanyes decoratives. La sala principal disposa d'un ric enteixinat de fusta, obra del segle xviii, l'estructura del qual ocupa l'espai del segon pis. És també remarcable la coneguda com a «Sala dels miralls», les parets i el sostre de la qual mostren delicats motius ornamentals realitzats en la reforma de la segona meitat del segle xix.